# كاميرون تايلور
كاميرون تايلور (بالإنجليزية: Cameron Taylor)‏ هو عداء سريع نيوزيلندي، ولد في 7 يونيو 1971.

## وصلات خارجية
- كاميرون تايلور على موقع الاتحاد الدولي لألعاب القوى (الإنجليزية)
- كاميرون تايلور على موقع أوليمبيديا (الإنجليزية)